# American Council on Education
El American Council on Education (ACE; en español «Consejo Estadounidense sobre la Educación»), fundado en 1918, es una organización de Estados Unidos que reúne a aproximadamente 1700 colleges y universidades acreditadas y que conceden títulos, asociaciones y organizaciones relacionadas con la educación superior y corporaciones. En 2017, Ted Michell asumió la presidencia del ACE. La organización realiza campañas públicas, investigación y otras iniciativas relacionadas con asuntos clave de la educación superior, teniendo un papel importante en el liderazgo del desarrollo de la educación superior.
El ACE desarrolla y administra el programa de exámenes General Educational Development («Desarrollo Educativo General»). El examen del GED mide si una persona tiene capacidades académicas y el conocimiento que se espera de los graduados universitarios en los Estados Unidos o Canadá, permitiendo así que adultos que no tienen un diploma universitario puedan certificar que poseen conocimientos equivalentes a la educación universitaria tradicional.
El programa «ACE Fellows» fue establecido en 1965 para ayudar a preparar a académicos estadounidenses, incluyendo vicerrectores, decanos, jefes de departamento y el cuerpo docente para ocupar puestos de liderazgo en las universidades de EE. UU.. Han participado más de 1500 personas desde la creación del programa, de los que casi 300 ha ocupado cargos de dirección en instituciones académicas.